# CQエンターテイメント
株式会社CQエンターテイメントは、中華料理のデリバリーチェーン「チャイナクイック」を運営していた会社である。

## 概略
日本大学芸術学部を卒業した高桑昌彦が、三菱信託銀行本店に勤務し退職後設立した「株式会社チャイナクイックインキュベイト」が前身である（後に会社名変更）。
中華料理のデリバリー店を、江古田に1店舗目をオープンした。デリバリーやテイクアウト形式で展開したが、その後レストランやファストカジュアルなどの新たな業態にも進出。
商号は2004年6月21日にグループ各社の社名とともに、「株式会社チャイナクイックインキュベイト」に変更。さらに事業の多角化が進んだため、2007年3月に現在の社名に再度改められた（#沿革を参照）。

## 飲食事業

### チャイナクイック
中華料理のデリバリーの直営チェーンとして始まり、デリバリーのほか、テイクアウトやレストラン、ファストカジュアルといった形態での店舗展開を行い、東京都内及び神奈川県内に直営で50店舗以上を擁するまでに急成長する。

2008年には株式会社SPARKS（スパークス）に譲渡、そのSPARKSを子会社化した株式会社DPGホールディングス（名証セントレックスに上場、証券コード:3781）によって営業されていた。

### 最盛期に行われていた主な飲食関連事業
- チャイナクイックイン - イートインスペースのある店舗をこう呼んでいた
- チャイナクイックリゾート シーサイトダイニングバー - 鎌倉の由比ガ浜海岸に夏季限定での出店
- チャイナクイック500 - 1品500円の中華ファストカジュアル業態
- DELI & DELI チャイナクイック - レストランデリ業態
- 中国ダイナー チャイナクイック - レストラン事業
- 中国菜館「華凛」
- CQパワーキッチン - 移動厨房車（現在でも一部地域で稼働している）

## メディアプロモーション事業
2005年から、神奈川県鎌倉市の由比ヶ浜海岸に250席の日本最大規模の海の家「チャイナクイックリゾート」を夏季限定で開設。
2006年からはエイベックス、テレビ朝日、タリーズコーヒー、プジョー・ジャポンなどとの提携によりスケールアップした総合エンターテインメント施設に拡大された。
大型ライブステージでは倖田來未のシークレットライヴ「倖田浜」や、タッキー&翼、WaT、AKB48、AAA、MAX、島谷ひとみなどのイベントが連日行われ、その模様はスポーツ新聞やワイドショーなどメディアで数多く取り上げられた。
2007年、2008年には提携先企業に変更があったものの、変わらぬ賑わいを見せた。TBSやテレビ朝日などでCMが放送されていた。

## ブロードバンド事業
2006年6月、レンタルビデオのゲオ（GEO）の子会社である株式会社ゲオ・ビービーと提携して、ブロードバンド事業に参入。
自宅で映画を借りてすぐ見ることができるビデオオンデマンドサービス「CQBB」を始めた。

## 沿革
- 1997年8月 有限会社ロイヤルフーズ設立。1号店を東京都練馬区の江古田で開店。
- 2000年1月 店舗名を「チャイナクイック」に変更と同時に株式会社へ組織変更。
- 2004年6月 「株式会社チャイナクイックインキュベイト」に商号変更。本社を千駄ヶ谷に移転。
- 2007年3月 「株式会社CQエンターテイメント」に商号変更。
- 2008年10月「株式会社SPARKS（スパークス）」に譲渡。